# 3A trolibusz (Debrecen)
A debreceni 3A trolibusz a Segner tér és a Hadházi út között közlekedett. A járatok korábban a Kassai útig közlekedtek, de 2012. április 1-jétől a járatok a Kassai út után a Hadházi útra fordulva a Zákány utcán át közlekedtek, felsővezeték használatával.
2023-ban a kevés utas, és kevés kihasználtság miatt a DKV megszüntette a 3A jelzésű trolibuszt.

## Járművek
A vonalon Ganz Solaris Trollino 12D típusú dízelaggregátorral ellátott trolibuszok, valamint trolibuszpótló autóbuszok közlekedtek.

## Útvonala
| Kassai út                                                                                               | Segner tér felé |
| --- | --- |
| Segner tér vá. – Nyugati utca – Széchenyi utca – Kossuth utca – Burgundia utca – Csapó utca – Kassai út | Hadházi út vá. – Zákány utca – Kassai út – Csapó utca – Burgundia utca – Kossuth utca – Széchenyi utca – Nyugati utca – Segner tér vá. |

## Megállóhelyei
| 0  | Segner tér végállomás                                             | 19 | 3, 4, 5, 5A 10, 10A, 10Y, 11, 13, 14, 17, 17A, 24, 24Y, 25, 25Y, 33, 33E, 33Y, 34, 35, 35E, 35Y, 36, 42, 42A, 45, 46, 46E, 46EY, 46H, 46Y, 49, 49D, 49Y, 125, 125Y, 146, A1 Helyközi buszok |
| 2  | Helyközi autóbusz-állomás (↓) Mechwart András Szakközépiskola (↑) | 18 | 3, 4, 5, 5A 10, 10A, 10Y, 14, 19, 25, 25Y, 34, 35, 35Y, 36, 41, 41Y, 42, 42A, 45, 46, 46E, 46EY, 46H, 46Y, 49, 49D, 49Y, 125, 125Y, 146, A1 Helyközi buszok                                 |
| 3  | Debreceni Ítélőtábla (↓) Debreceni Törvényszék (↑)                | 16 | 3, 4 14, 19, 25, 25Y, 34, 35, 35Y, 36, 41, 41Y, 42, 42A, 45, 125, 125Y |
| 5  | Csokonai Színház                                                  | 14 | 1, 2 3, 4 19, 25, 25Y, 41, 41Y, 125, 125Y |
| 7  | Burgundia utca                                                    | ∫  | 3, 4 14I, 15, 15Y, 19, 25, 25Y, 41, 41Y, 45, 125, 125Y |
| 8  | Csapó utca (↓) Burgundia utca (↑)                                 | 12 | 3 11, 14I, 15, 15Y, 22, 22Y, 24, 24Y, 43 |
| 10 | Berek utca                                                        | 10 | 3 11, 22, 22Y, 24, 24Y, 43 |
| 11 | Bercsényi utca                                                    | 9  | 3 11, 22, 22Y, 24, 24Y, 43 |
| 13 | Árpád tér                                                         | 7  | 3, 5, 5A 11, 16, 22, 22Y, 24, 24Y Helyközi buszok |
| 14 | Laktanya utca                                                     | 5  | 3, 5, 5A 11, 16, 22, 22Y, 24, 24Y |
| 15 | Főnix Csarnok                                                     | 3  | 3, 5, 5A 16, 22, 22Y, 23, 23Y, 24, 24Y, 51E |
| 17 | Kemény Zsigmond utca                                              | ∫  | 3, 5, 5A 22, 22Y, 24, 24Y |
| 18 | Kassai út                                                         | ∫  | 3, 5, 5A 22, 22Y, 24, 24Y Helyközi buszok |
| ∫  | Sportuszoda                                                       | 2  | 16, 23, 23Y |
| ∫  | Hadházi út 92.                                                    | 1  | 16, 23, 23Y |
| ∫  | Nyíregyházi utca                                                  | 0  | |
| 20 | Hadházi út, vizsgaközpont végállomás                              | 0  | |